# 拉戈阿福莫萨
拉戈阿福莫萨是巴西米纳斯吉拉斯州的一个市镇。总面积844.539平方公里，总人口17069人，人口密度20.2人/平方公里。